# Jezioro Głębokie (na północ od Dobina)
Jezioro Głębokie – jezioro w woj. zachodniopomorskim, w pow. wałeckim, w gminie Wałcz, położone we wsi Dobino, na terenie Pojezierza Wałeckiego.

## Dane morfometryczne
Powierzchnia zwierciadła wody według różnych źródeł wynosi od 10,0 ha do 10,6 ha.
Zwierciadło wody położone jest na wysokości 114,2 m n.p.m. lub 114,7 m n.p.m. Średnia głębokość jeziora wynosi 6,0 m, natomiast głębokość maksymalna 12,2 m.
W swej północnej części jezioro jest połączone ciekiem z pobliskim jeziorem Dobińskim.

## Hydronimia
Według urzędowego spisu opracowanego przez Komisję Nazw Miejscowości i Obiektów Fizjograficznych (KNMiOF) nazwa tego jeziora to Jezioro Głębokie. W większości publikacji i na mapach topograficznych jezioro występuje pod nazwami Dobińskie lub Książę, w niektórych publikacjach pojawia się też jako nazwa pochodna nazwa Linowe
.